# Otto Fiebiger
Otto Fiebiger (vollständiger Name Heinrich Otto Fiebiger, * 18. Januar 1869 in Leipzig; † 23. Januar 1946 in Dresden) war ein deutscher Althistoriker, Epigraphiker und Bibliothekar.

## Leben
Otto Fiebiger, der Sohn des Leipziger-Bank-Direktors (Gustav Reinhold) Otto Fiebiger (1839–1922) und der Bertha Agnes geb. Hagspihl (1842–1918), besuchte in Leipzig die 1. Bürgerschule und von 1879 bis 1888 die Thomasschule. Nach der Reifeprüfung ging er an die Universität Leipzig und studierte Klassische Philologie und Geschichte. Er wurde als Student Mitglied des Klassisch-Philologischen Vereins Leipzig im Naumburger Kartellverband. Vom 1. Oktober 1888 bis zum 30. September 1889 unterbrach er sein Studium und leistete als Einjährig-Freiwilliger beim Infanterieregiment Nr. 107 in Leipzig seinen Militärdienst ab. Danach setzte er sein Studium in Leipzig und München fort. Im Herbst 1893 wurde er mit einer Dissertation zur Militärorganisation im Römischen Reich zum Dr. phil. promoviert. Nach dem Staatsexamen im Herbst 1894 unternahm er eine sechsmonatige Studienreise nach Italien und Griechenland.
Zum 1. April 1895 trat Fiebiger am Königlichen Gymnasium in Dresden-Neustadt das Probejahr für den sächsischen Schuldienst an, brach es aber schon nach einem Monat ab und wechselte in den wissenschaftlichen Bibliotheksdienst. Zum 1. Mai 1895 trat er als Volontär in die Königliche Öffentliche Bibliothek ein, an der er seine gesamte Berufslaufbahn verbrachte. Er arbeitete hauptsächlich in der Handschriftenabteilung. Am 1. April 1896 wurde er zum wissenschaftlichen Hilfsarbeiter (Assistenten) ernannt, am 1. Januar 1898 zum ständigen wissenschaftlichen Hilfsarbeiter mit dem Titel Kustos und am 1. Januar 1908 zum Bibliothekar. Während des Ersten Weltkriegs unterrichtete er nebenamtlich am Königlichen Gymnasium in Dresden-Neustadt, weil viele Lehrer zum Kriegsdienst eingezogen waren.
Nach dem Ende der Monarchie und der Umbenennung der Königlichen Öffentlichen Bibliothek zur Sächsischen Landesbibliothek 1918 wurde Fiebiger am 1. November 1921 zum Landesbibliothekar und am 1. Januar 1926 zum Oberbibliothekar ernannt. Am 31. Dezember 1933 trat er mit Erreichen der Altersgrenze in den Ruhestand. Für seine wissenschaftlichen Verdienste erhielt er mehrere Auszeichnungen: 1903 wählte ihn das Österreichische Archäologische Institut zum korrespondierenden Mitglied, am 20. Mai 1916 erhielt er das Ritterkreuz 1. Klasse des Königlichen Albrechts-Ordens, am 2. April 1919 den Professorentitel, am Winckelmannstag (9. Dezember) 1940 wählte ihn das Deutsche Archäologische Institut zum ordentlichen Mitglied.
Fiebigers Forschungsschwerpunkte umfassten die Geschichte der Spätantike, insbesondere die Militärgeschichte des Römischen Reiches und der germanischen Völker. Zusammen mit seinem Kollegen an der Sächsischen Landesbibliothek Ludwig Schmidt veröffentlichte er 1917 eine Inschriftensammlung zur Geschichte der Ostgermanen in den Denkschriften der Akademie der Wissenschaften in Wien. Zwei weitere Teile dieser Inschriftensammlung veröffentlichte Fiebiger allein 1939 und 1944. Seine Studien zur römischen Militärgeschichte schlugen sich vor allem in Paulys Realencyclopädie der classischen Altertumswissenschaft (RE) nieder, für die Fiebiger etwa von 1899 bis 1929 Artikel verfasste.
Darüber hinaus beschäftigte sich Fiebiger an der Sächsischen Landesbibliothek mit den Dichtern der Romantik. Er veröffentlichte Briefe des Dichters Ludwig Tieck (1773–1853) und seiner Förderin Ida von Lüttichau (1798–1856), außerdem Briefe von Ida von Lüttichau an den preußischen Politiker Friedrich von Raumer (1781–1873) sowie Briefe von Heinrich Marschner (1795–1861) und Heinrich von Kleist (1777–1811).
Otto Fiebiger war verheiratet mit Antonie Elisabeth geb. Nake. Das Paar hatte zwei Kinder, Elisabeth Irena (* 1898) und Otto Werner (* 1900).
Von 1920 bis 1930 gehörte Fiebiger der Deutschnationalen Volkspartei an.

## Schriften (Auswahl)
- De classium Italicarum historia et institutis quaestiones selectae. Leipzig 1893 (Dissertation). Überarbeitete Fassung: Leipziger Studien zur classischen Philologie. Band 15 (1894), S. 275–462
- mit Ludwig Schmidt: Inschriftensammlung zur Geschichte der Ostgermanen. Wien 1917 (Denkschriften der Akademie der Wissenschaften in Wien, philosophisch-historische Klasse 60,3)
- Ludwig Tieck und Ida von Lüttichau in ihren Briefen. Dresden 1937
- Inschriftensammlung zur Geschichte der Ostgermanen. Neue Folge. Wien 1939 (Denkschriften der Akademie der Wissenschaften in Wien, philosophisch-historische Klasse 70,3)
- Aus unbekannten Briefen Ida von Lüttichaus an Friedrich von Raumer. Dresden 1941
- Inschriftensammlung zur Geschichte der Ostgermanen. Neue Folge, Teil 2. Wien 1944 (Denkschriften der Akademie der Wissenschaften in Wien, philosophisch-historische Klasse 72,2)